# Korbinian Brodmann
Korbinian Brodmann, né le 17 novembre 1868 à Liggersdorf dans le Hohenzollern, près de Constance dans l'actuel Bade-Wurtemberg et mort le 22 août 1918 à Munich, d'une pneumonie, est un neurologue et neurophysiologiste allemand.

## Biographie et travaux scientifiques

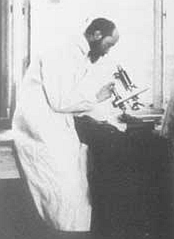
Korbinian Brodmann dans son laboratoire de Berlin

Il est étudiant en médecine successivement à Munich, Wurtzbourg, Berlin puis Fribourg-en-Brisgau où il obtient son habilitation à la pratique médicale en 1895.
Il divise le cortex cérébral de l'homme en 52 aires différentes selon la cytoarchitectonie, c'est-à-dire la densité, la taille des neurones et le nombre de couches observées sur des coupes histologiques.

## Œuvres et publications

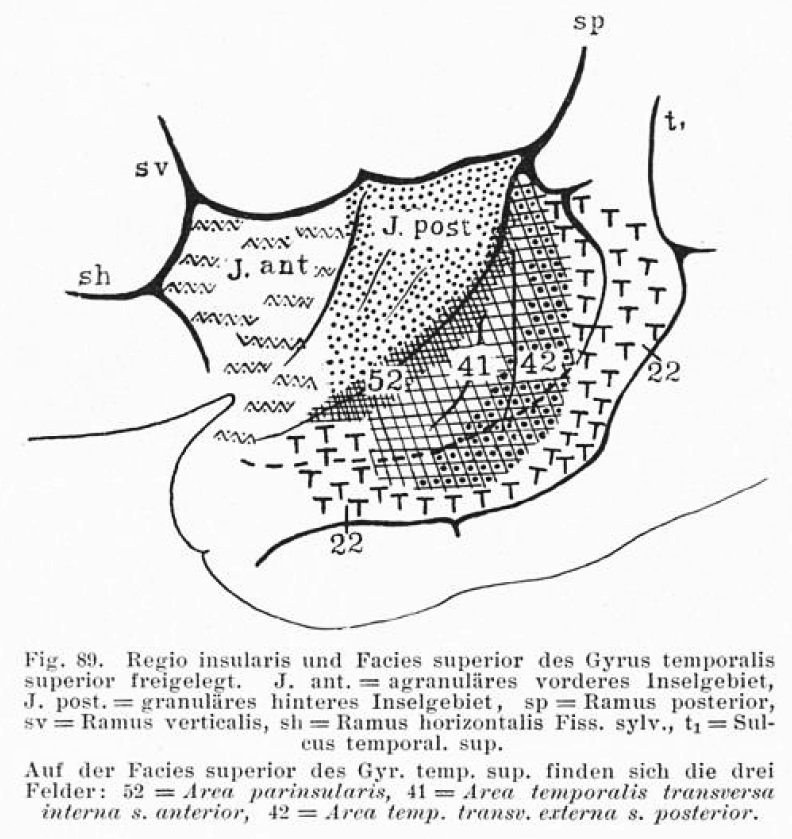
Aires de Brodmann de l'insula

- (de)Beiträge zur histologischen Lokalisation der Grosshirnrinde: Fünfte Mitteilung: Über den allgemeinen Bauplan des Cortex Pallii bei den Mammaliern und zwei homologe Rindenfelder im besonderen. Zugleich ein Beitrag zur Furchenlehre, JA Barth, 1906.
- (de)Beiträge zur histologischen Lokalisation der Grosshirnrinde, 3134
- (de)Lokalisationslehre der Grosshirnrinde, JA Barth, Leipzig, 1909, Préface disponible en ligne
- (en)Brodmann’s Localisation in the Cerebral Cortex. The Principles of Comparative Localisation in the Cerebral Cortex Based on Cytoarchitectonics [traduction de l'édition en allemand de 1909, notes et introduction par Laurence Garey], Springer, 2006, Texte intégral en ligne
- (de)Feinere anatomie des grosshirns Julius Springer, 1910.
- (de)Physiologie des Gehirns, Druck der Union deutsche Verlagsgesellschaft, 1914.
- (de)Vergleichende Lokalisationslehre der Grosshirnrinde in ihren Prinzipien dargestellt auf Grund des Zellenbaues, Barth, 1925.